# 춤추는 딸
"춤추는 딸"은 1986년에 개봉한 대한민국의 영화이다.

## 캐스팅
- 최선아
- 최민희
- 강신성일
- 김혜선
- 허란
- 유장현
- 최병철
- 김나영
- 이영주
- 김대규
- 최성
- 여한
- 나갑성
- 박부양
- 김덕호